# Puente Sandnessund
Sandnessund Bridge (en noruego: Sandnessundbrua) es un puente voladizo que cruza el estrecho de Sandnessundet entre las islas de Tromsøya y Kvaløya en el municipio de Tromsø en Troms, Noruega. El puente de Tromsø, el túnel de Tromsøysund y este puente son las conexiones de Tromsø en la isla de Tromsøya.

## Descripción

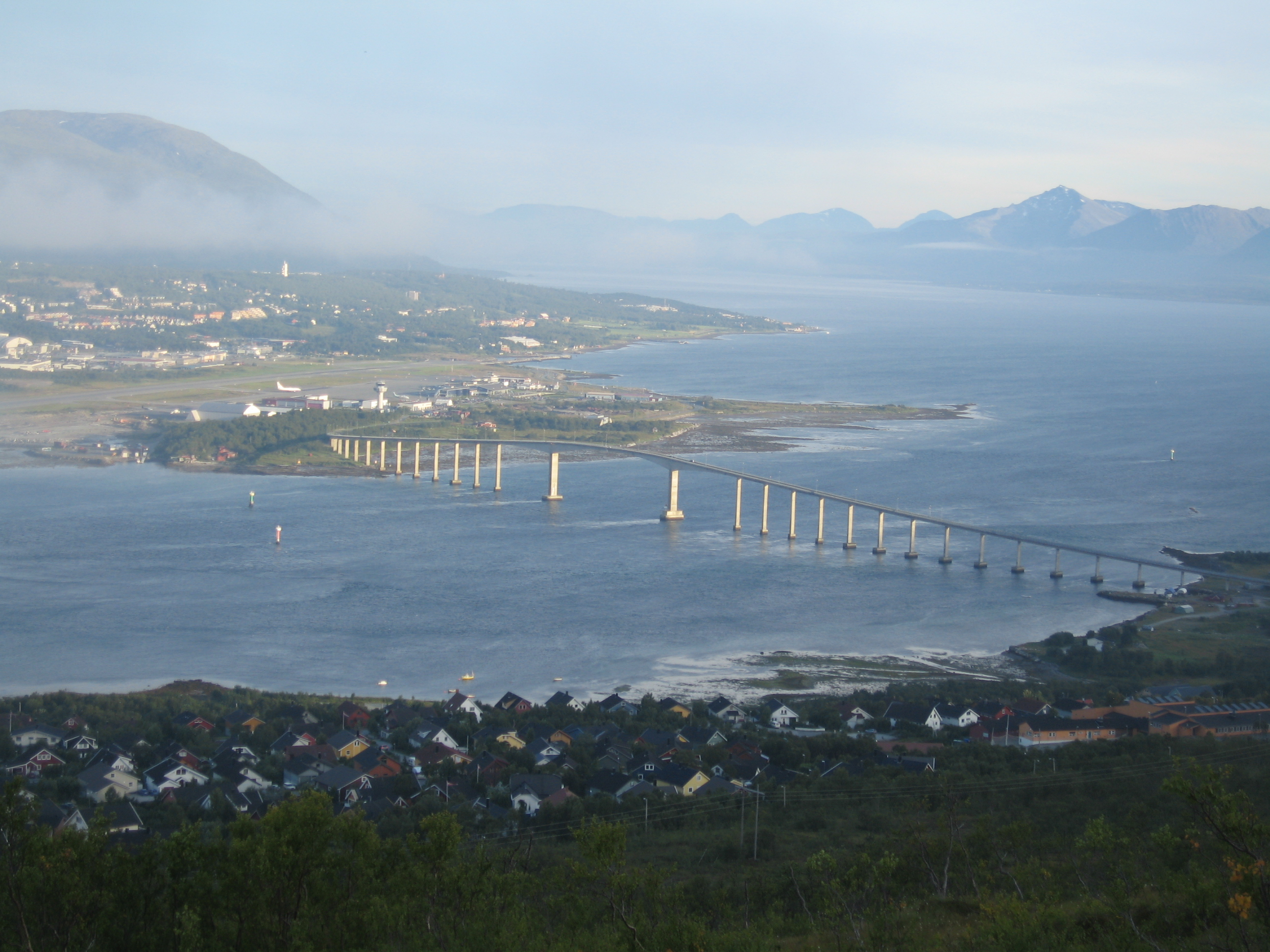
Vista del puente con el aeropuerto de Tromsø de fondo.

Tiene 1220 m de longitud y está hecho de concreto con 36 secciones. La más larga mide 150 m y tiene una altura máxima de 41 m. El puente es parte de la ruta estatal noruega 862. Fue inaugurado en 1974 por el príncipe Harald V, aunque fue abierto en diciembre de 1973. Tuvo un costo de 36 millones de coronas. Tuvo peaje hasta mayo de 1982.